# Hans Bauer
Hans Bauer (28. juli 1927 – 31. oktober 1997) var en tysk fodboldspiller, der som forsvarsspiller på det vesttyske landshold var med til at vinde guld ved VM i 1954 i Schweiz, efter den sensationelle 3-2 sejr i finalen over storfavoritterne fra Ungarn. Han spillede to af tyskernes seks kampe under turneringen. I alt nåede han, mellem 1951 og 1958 at spille fem landkampe.
Bauer var på klubplan primært tilknyttet FC Bayern München i sin fødeby, hvor han spillede i ti sæsoner. Han vandt DFB-Pokalen med holdet i 1957.